# 諾拉 (中非共和國)
諾拉是中非共和國的城市，也是桑加-姆巴埃雷省的首府，位於該國西南部熱帶雨林北端，毗鄰與喀麥隆接壤的邊境，海拔高度442米，2010年人口估計為31,204人。
3°32′N 16°04′E / 3.533°N 16.067°E